# 凯莱维兹
凯莱维兹，是匈牙利绍莫吉州所辖的一个村。总面积4.91平方公里，总人口324，人口密度66.0人/平方公里（2011年1月1日）。